# Smilax spissa
Smilax spissa är en enhjärtbladig växtart som beskrevs av Ellsworth Paine Killip och Conrad Vernon Morton. Smilax spissa ingår i släktet Smilax och familjen Smilacaceae. Inga underarter finns listade.